# Stowarzyszenie Polski Związek Futbolu Amerykańskiego
Stowarzyszenie Polski Związek Futbolu Amerykańskiego (oficjalny skrót PZFA) – nieistniejące ogólnokrajowe stowarzyszenie, działające na terytorium Rzeczypospolitej Polskiej, posiadające osobowość prawną. PZFA była członkiem  europejskiej federacji EFAF. Zarządzała rozgrywkami Polskiej Ligi Futbolu Amerykańskiego.

## Historia
Idea powołania do życia ogólnopolskiej organizacji zrzeszającej ruch futbolu amerykańskiego w Polsce po raz pierwszy pojawiła się w maju 2004 r. Zaledwie miesiąc później - w czerwcu 2004 r. - z inicjatywy założycieli dwóch pierwszych polskich drużyn futbolowych: Warsaw Eagles oraz 1. KFA Wielkopolska doszło w Warszawie do spotkania przedstawicieli wszystkich ośrodków tej dyscypliny sportu w Polsce. Podczas jego trwania utworzono Stowarzyszenie Polski Związek Futbolu Amerykańskiego, ustalając jednocześnie jego statut i siedzibę (Warszawa), a także plan działania na kolejne miesiące. W listopadzie 2004 r. stowarzyszenie zostało oficjalnie zarejestrowane w Krajowym Rejestrze Sądowym dla miasta stołecznego Warszawy pod nazwą „Polski Związek Futbolu Amerykańskiego” i formalnie rozpoczęło działalność.
Między kwietniem 2004 r. a listopadem 2005 r. PZFA zorganizował szereg imprez promocyjnych (pokazów, obozów-campów, nieoficjalnych meczów i turniejów) w różnych częściach Polski. Przełomowym okazał się 2005 r., gdy z inicjatywy tej organizacji zapadła wstępna decyzja o utworzeniu 4-zespołowej Polskiej Ligi Futbolu Amerykańskiego (PLFA) pod egidą PZFA. Formalnie została ona powołania w 2006 r. i 8 października 2006 o godzinie 13:00 na stadionie Startu przy ul. św. Teresy od Dzieciątka Jezus 56/58 w Łodzi, spotkaniem dwóch najstarszych polskich klubów Warsaw Eagles - 1. KFA Fireballs Wielkopolska (66:6), oficjalnie zainaugurowała swe rozgrywki premierowego sezonu 2006 (PLFA gra systemem „wiosna-jesień”). Od tego czasu rywalizacja ligowa jest jednocześnie mistrzostwami Polski tej dyscypliny sportu, a same MP stały się zmaganiami oficjalnymi. Pierwszym triumfatorem zostali Warsaw Eagles, którzy w rozegranym 12 listopada 2006 o godzinie 12:30 na stadionie Marymontu przy ul. Potockiej 1 w Warszawie finale pokonali 34:6 Pomorze Seahawks. Do kolejnej edycji PLFA przystąpiło już 9 drużyn, a w sezonie 2008 17 drużyn (w dwóch klasach rozgrywkowych). Dodatkowo w 2008 r. stworzono w Polsce zhierarchizowany system ligowy, powołując II ligę - jako rozgrywki drugiego szczebla. W sezonie 2009 w PLFA I wystąpiło 8 zespołów, a w PLFA II – 14 ekip podzielonych na dwie dywizje.

## Cele
1. Wspieranie rozwoju istniejących oraz nowo powstających drużyn futbolu amerykańskiego w Polsce
2. Upowszechnianie i popularyzację futbolu amerykańskiego w Polsce
3. Wspieranie podnoszenia poziomu sportowego oraz organizacja współzawodnictwa sportowego

## Link zewnętrzny
- Polski portal o futbolu amerykańskim